# Гала (цар)
Гала (Гайа, Гая) (*бербер. ⴳⴰⵢⴰ, д/н — 207 до н. е.) — цар племінного союзу массіліїв (Східна Нумідія) в 250—207 роках до н. е.

## Життєпис
Син Зелалсена, царя массіліїв. Посів трон близько 250 року до н. е. Можливо був на той час досить молодим. Вів боротьбу з племінним союзов масесиліїв в Західній Нумдії. Дозволив своєму брату (або стриєчному брату) Наравасу приєднатися у 240 році до н.е. до повстання найманців проти Карфагену.
Гала вперше згадується в джерелах 213 року до н. е., коли карфагеняни під час Другої пунічної війни переконали його виступити проти Сіфакса, царя Західної Нумидии, союзника Риму. Гала надав військо своєму синові Масиніссі, який пенреміг Сіфакса, а потім продовжив боротьбу з ним на Піренейському півострові.
Гала помер близько 207 року до н. е. Йому спадкував брат Езалк.